# Décès en 1975
Décès
- 1971
- 1972
- 1973
- 1974
- 1975
- 1976
- 1977
- 1978
- 1979

Cet article présente une liste de personnalités mortes au cours de l'année 1975.

Les mois de l'année font également l'objet de listes spécifiques :

## Décès par mois

### Inconnu
- Ethel Ronzoni Bishop, biochimiste américaine (° 21 août 1890).
- Eustachio Catalano, peintre italien (° 1893).
- Giovanni Borgonovo, peintre italien (° 26 juin 1881).
- Grégoire Nicolas Finez, peintre français (° 30 octobre 1884).
- Henri-Georges Cheval, peintre français (° 2 décembre 1897).
- João Rebelo, coureur cycliste portugais (° 31 janvier 1920).
- Juan Alberto Harriet, éleveur de bétail argentin (° 18883).
- Laure Bruni, peintre française (° 28 janvier 1886).
- Paulette Jacquier, résistante française (° 1918).
- Victor Darbefeuille, peintre français (° 1886).

### Janvier
- 1er janvier :
  - Pedro Caldentey, footballeur espagnol (° 2 septembre 1928).
  - Alice Halicka, peintre franco-polonaise (° 20 décembre 1894).
- 2 janvier : Amanda Labarca, pédagogue et féministe chilienne (° 5 décembre 1886).
- 4 janvier :
  - Alfred Letourneur, coureur cycliste français (° 25 juillet 1907).
  - Carlo Levi, écrivain et peintre italien (° 29 novembre 1902).
- 8 janvier :
  - John Dierkes, acteur américain (° 10 février 1905).
  - John Gregson, acteur britannique (° 15 mars 1919).
- 9 janvier :
  - Pierre Fresnay, acteur français (° 4 avril 1897).
  - Virginia E. Jenckes, femme politique américaine (° 6 novembre 1877).
- 12 janvier : Robert Cami, dessinateur, graveur (buriniste, aquafortiste et graveur sur bois), graveur de médailles et de timbres français (° 1er janvier 1900).
- 13 janvier : Charles Jooris, footballeur belge (° 15 octobre 1900).
- 23 janvier : René Fleury, coureur cycliste français (° 24 mai 1889).
- 29 janvier : Ģederts Eliass, peintre letton (° 23 septembre 1887).
- 30 janvier : Boris Blacher, compositeur allemand (° 6 janvier 1903).
- ? janvier : Abdallah Chahine, pianiste et organiste libanais (° 1894).

### Février
- 3 février :
  - Oum Kalsoum, chanteuse, musicienne et actrice égyptienne (° 30 décembre 1898).
  - Ernest Sterckx, coureur cycliste belge (° 1er décembre 1922).
- 4 février : Alphonse Rodet, peintre français (° 16 octobre 1890).
- 8 février :
  - Martyn Green, acteur et chanteur britannique (° 22 avril 1899).
  - Nikolaï Ivanovitch Tarasov, danseur russe (° 6 décembre 1902).
- 9 février :
  - Pierre Dac (André Isaac), humoriste français (° 15 août 1893).
  - Jacques Enock-Lévi, homme politique français (° 8 avril 1908).
- 11 février : Edward Barsky, chirurgien et militant politique américaine (° 6 juin 1895).
- 13 février : Joaquín Peinado, peintre espagnol (° 19 juillet 1898).
- 14 février :
  - Germán Cueto, peintre, sculpteur et créateur de marionnettes mexicain (° 8 février 1893).
  - Pelham Grenville Wodehouse, écrivain et humoriste britannique (° 15 octobre 1881).
- 15 février : Enrique Mas, footballeur espagnol (° 27 septembre 1907).
- 16 février : Lucien Huteau, footballeur français (° 26 mai 1878).
- 18 février : Xavier de Poret, peintre animalier, portraitiste et illustrateur français (° 12 avril 1894).
- 22 février :
  - Kateryna Antonovytch, peintre et professeure d'histoire de l'art russe puis soviétique (° 23 octobre 1884).
  - Lionel Tertis, altiste anglais (° 29 décembre 1876).
- 24 février : Marcel Grandjany, harpiste et compositeur franco-américain (° 3 septembre 1891).

### Mars
- 1er mars : Günther Lüders, acteur et réalisateur allemand (° 5 mars 1905).
- 7 mars : Mikhaïl Mikhaïlovitch Bakhtine, historien et théoricien russe de la littérature (° 16 novembre 1895).
- 11 mars : Margarita Fischer, actrice américaine (° 12 février 1886).
- 12 mars :
  - Franz Willy Neugebauer, trompettiste allemand (° 29 septembre 1904).
  - Robert Pernin, peintre français (° 22 janvier 1895).
- 13 mars : Ivo Andric, romancier yougoslave d'expression serbe (° 9 octobre 1892).
- 14 mars :
  - Susan Hayward, actrice américaine (° 30 juin 1917).
  - Carl Wery, acteur allemand (° 7 août 1897).
- 15 mars : Aristote Onassis, armateur grec (° 15 janvier 1906).
- 16 mars : Oreste Magni, coureur cycliste italien (° 3 mars 1936).
- 20 mars : le prince Jacques Henri de Bourbon, duc d'Anjou et de Ségovie, aîné des Capétiens et chef de la maison de France (° 23 juin 1908).
- 25 mars : Fayçal ben Abdelaziz Al Saoud, Roi d'Arabie Saoudite (° 1er avril 1906).
- 26 mars : Erica von Kager, peintre et illustratrice suisse (° 28 avril 1890).
- 27 mars : Arthur Bliss, compositeur britannique (° 2 août 1891).
- 29 mars : Louis Morel, peintre et sculpteur français (° 30 novembre 1887).

### Avril
- 1er avril :
  - Berthold Mahn, peintre, dessinateur, lithographe et illustrateur français (° 25 décembre 1881).
  - Michel Pelchat, coureur cycliste français (° 11 janvier 1938).
- 2 avril : Arnold Brügger, peintre suisse (° 18 octobre 1888).
- 3 avril : Joaquín Juan Roig, footballeur espagnol (° 9 juin 1908).
- 5 avril : Tchang Kaï-chek, ancien dirigeant de la république de Chine (° 31 octobre 1887).
- 12 avril :
  - Joséphine Baker, chanteuse américaine francophone (° 3 juin 1906).
  - Domingo Dominguín, matador espagnol (° 10 juin 1920).
  - Manuel Parera, footballeur espagnol (° 7 octobre 1907).
- 15 avril :
  - John Greenwood, compositeur britannique (° 26 juin 1889).
  - Charles Journet, cardinal et théologien suisse (° 26 janvier 1891).
- 16 avril : Léon Boesinger, footballeur français (° 27 juin 1909)[1].
- 19 avril : Robert Aron, écrivain français, membre de l'Académie française (° 25 mai 1898).
- 25 avril :
  - Mike Brant, chanteur israélien (° 1er février 1947).
  - Jacques Duclos, dirigeant communiste français (° 2 octobre 1896).
- 21 avril : Prince Sisowath Sirik Matak, 1er ministre de la république du Cambodge, exécuté par les khmers rouges (° 22 janvier 1914).
- 27 avril :
  - Lucien Fontanarosa, peintre et illustrateur français (° 19 décembre 1912).
  - Sisowath Kossamak, reine consort du Cambodge (° 9 avril 1904).
  - John B. McKay, pilote américain de North American X-15 (° 8 décembre 1922).
- 30 avril : Eugène Paul, peintre, dessinateur, graveur au burin et lithographe expressionniste français (° 2 juillet 1895).

### Mai
- 2 mai : Padmaja Naidu, femme politique indienne (° 1900).
- 6 mai :
  - József Mindszenty, cardinal hongrois (° 29 mars 1892).
  - Fernand Verhaegen, peintre belge (° 27 juillet 1883).
- 8 mai : Joseph Muller, coureur cycliste français (° 9 mars 1895).
- 10 mai : Zygmunt Haupt, écrivain et peintre polonais (° 5 mars 1907).
- 13 mai :
  - Karl Reille, peintre animalier français (° 8 avril 1886).
  - Vladislav Zolotaryov, compositeur et bayaniste soviétique (° 13 septembre 1942).
- 17 mai : Jacques Derrey, peintre et graveur français (° 22 septembre 1907).
- 18 mai :
  - Leroy Anderson, compositeur américain (° 29 juin 1908).
  - Aníbal Troilo,  compositeur et chef d'orchestre de tango argentin (° 11 juillet 1914).
- 19 mai : Dorette Muller, artiste peintre et affichiste française (° 1894)
- 20 mai : 
  - Rodolfo Gaona, matador mexicain (° 22 janvier 1888).
  - Barbara Hepworth, sculptrice britannique (° 10 janvier 1903).
  - Leonard Penn, acteur américain (° 13 novembre 1907).
  - Jacques Stehman, pianiste et compositeur belge (° 8 juillet 1912).
- 21 mai : Jean Fontenay, coureur cycliste français (° 23 juillet 1911).
- 24 mai : José Luis Zorrilla de San Martín, sculpteur et peintre espagnol naturalisé uruguayen (° 5 septembre 1891).
- 27 mai : Émilien Dufour, peintre et illustrateur français (° 27 novembre 1896).
- 30 mai : Michel Simon, acteur français d'origine suisse (° 9 avril 1895).
- 31 mai : Harold Gibson, avocat et homme politique fidjien (° vers 1898).

### Juin
- 3 juin : Ozzie Nelson, acteur, réalisateur, producteur, scénariste et chef d'orchestre américain (° 20 mars 1906).
- 5 juin :
  - Jotine, musicien et poète français (° 18 août 1900).
  - Paul Keres, joueur d'échecs estonien (° 7 janvier 1916).
- 6 juin :
  - Larry Blyden, acteur américain (° 23 juin 1925).
  - Lester Matthews, acteur britannique (° 6 juin 1900).
- 9 juin : 
  - Janina Konarska, peintre et sculptrice polonaise (° 30 avril 1900).
  - Gwendolyn Lizarraga, femme d'affaires, militante des droits des femmes et ministre bélizienne (° 11 juillet 1901).
  - Tonono, footballeur espagnol (° 25 août 1943)[2].
- 13 juin :
  - José María Guido, avocat et homme politique argentin (° 29 août 1910).
  - Arturo Tabera Araoz, cardinal espagnol de la curie romaine (° 29 octobre 1903).
- 14 juin :
  - Clancy Cooper, acteur américain (° 23 juillet 1906).
  - Xavier de Langlais, peintre, graveur et écrivain français (° 27 avril 1906).
- 20 juin : Henri Mahé, peintre, décorateur et réalisateur français (° 17 juillet 1907).
- 22 juin : Paul Stehlin, député français (° 11 août 1907).
- 24 juin : 
  - Luigi Raimondi, cardinal italien, préfet de la Congrégation pour les causes des saints (° 25 octobre 1912).
  - Paolo Vannucci, footballeur italien (° 19 septembre 1913).
  - Louis Van Hege, footballeur international belge (° 8 mai 1889).
- 26 juin : Josémaria Escriva de Balaguer, fondateur de l'Opus Dei (° 9 janvier 1902).
- 27 juin : Robert Stolz, compositeur et chef d'orchestre autrichien (° 25 août 1880).
- 28 juin : Serge Reding, haltérophile belge (° 23 décembre 1941).
- 29 juin : Jerry Verno, acteur anglais (° 26 juillet 1895).
- 30 juin : Mitsuharu Kaneko, peintre et poète anti-militariste japonais (° 25 décembre 1895).

### Juillet
- 4 juillet :
  - Édouard Lebas, préfet et homme politique français (° 18 novembre 1897).
  - Bernard Saby, peintre et dessinateur français (° 8 mai 1925).
- 6 juillet : Reşat Ekrem Koçu, historien turc (° 1905).
- 8 juillet : Stanislas Bober, coureur cycliste français (° 12 mars 1930).
- 10 juillet : Achille van Acker, homme politique belge (° 8 avril 1898).
- 10 juillet : Marcel Katz, footballeur international suisse (° 9 novembre 1896).
- 14 juillet : Émile Guillaume, peintre français (° 19 juin 1900).
- 19 juillet : Charles Alan Pownall, contre-amiral américain et gouverneur militaire de Guam (° 4 octobre 1887).
- 20 juillet : Juan Belmonte Campoy, matador espagnol (° 28 février 1918).
- 22 juillet : August Prosenik, coureur cycliste yougoslave (° 26 août 1916).
- 25 juillet : Georges Fréset, peintre naturaliste, paysagiste, graveur et illustrateur français (° 22 juillet 1894).
- 27 juillet : Edmundo Piaggio, footballeur argentin (° 3 octobre 1905).
- 28 juillet : Arthur Emerson, homme politique américain (° 3 décembre 1893).
- 31 juillet :
  - Ma Bufang, chef militaire chinois (° 1903).
  - Samson Flexor, peintre franco-brésilien (° 31 juillet 1907).
- ? juillet : Billy Milne, footballeur écossais (° 24 novembre 1895).

### Août
- ? août : Laure Bruni, peintre française (° 28 janvier 1886).
- 3 août : Thomas Mouléro Djogbenou, prêtre catholique et premier prêtre du Bénin et de la sous-région ouest africaine (° 1888).
- 4 août :
  - Benoît Frachon, syndicaliste et homme politique français (° 13 mai 1893).
  - Fumio Nanri, trompettiste de jazz japonais (° 24 décembre 1910).
- 6 août : Louise Pascalis, illustratrice et peintre française (° 6 juin 1893).
- 8 août :
  - Julian Cannonball Adderley, saxophoniste alto américain (° 15 septembre 1928).
  - Sune Almkvist, footballeur suédois (° 4 février 1886).
  - Joseph Wauters, coureur cycliste belge (° 19 février 1906).
- 9 août : Dmitri Chostakovitch, compositeur russe (° 25 septembre 1906).
- 13 août :
  - Marcel Rouvière, joueur et entraîneur de football français (° 4 octobre 1921).
  - Philippe Thoby-Marcelin, poète, romancier, journaliste, folkloriste et homme politique haïtien (° 11 décembre 1904).
- 15 août :
  - Sheikh Fazlul Haque Mani, homme politique bangladais (° 4 décembre 1939).
  - Robert Ploton, prêtre et résistant français (° 6 novembre 1901).
  - Abdur Rab Serniabat, homme politique bangladais (° 1921).
- 17 août :
  - Chang Chun-ha, homme politique et journaliste sud-coréen (° 27 août 1918).
  - Georges Dandelot, compositeur et pédagogue français (° 2 décembre 1895).
- 18 août : André Oleffe, homme politique belge (° 10 mai 1914).
- 27 août
  - Hailé Sélassié Ier, empereur d'Éthiopie (° 23 juillet 1892).
  - Franjo Šoštarić, footballeur international yougoslave (° 1er août 1919).
- 29 août : Eamon de Valera, homme politique irlandais (° 18 octobre 1882).

### Septembre
- 3 septembre : Dorothy Blackham, peintre irlandaise (° 1er mars 1896).
- 5 septembre : Inshō Dōmoto, peintre japonais de l'école Nihonga (° 25 décembre 1891).
- 10 septembre :
  - Jean-Claude Misac, coureur cycliste français (° 27 octobre 1948).
  - Raymond Tournon (fils), peintre et décorateur de cinéma français (° 13 mars 1901).
- 12 septembre :
  - Vincent De Paul Ahanda, homme d'État camerounais (° 24 juin 1918).
  - Émile Flamant, peintre et fresquiste français (° 18 janvier 1896).
- 13 septembre : Shikō Munakata, peintre japonais (° 5 septembre 1903).
- 15 septembre :  Raymond Paumier, nutritionniste français (° 14 juillet 1902).
- 17 septembre : Vladimir Kragić, footballeur yougoslave (° 8 juin 1910).
- 20 septembre : Saint-John Perse, poète et diplomate français (° 31 mai 1887).
- 21 septembre : Bedri Rahmi Eyüboğlu, peintre, écrivain et poète turc (° 1911).
- 25 septembre : Heinz Müller, coureur cycliste allemand (° 16 septembre 1924).
- 27 septembre : 
  - Maurice Feltin, cardinal français, archevêque de Paris (° 15 mai 1883).
  - Jack Lang, homme politique australien (° 21 décembre 1876).
- 30 septembre : Josef Hölzl, juriste et haut fonctionnaire ministériel allemand (° 6 mars 1901).

### Octobre
- 1er octobre :
  - Nelly van Doesburg, danseuse, pianiste, peintre et artiste d'avant-garde néerlandaise (° 27 juillet 1899).
  - Danijel Premerl, footballeur serbe puis yougoslave (° 23 janvier 1904).
- 2 octobre : Wade Crosby, acteur américain (° 22 août 1905).
- 3 octobre :
  - Charles Lacquehay, coureur cycliste français (° 4 novembre 1897).
  - Guy Mollet, homme politique français (° 31 décembre 1905).
- 6 octobre : Henry Calvin, acteur comique américain (° 25 mai 1918).
- 7 octobre : Antonio Bienvenida (Antonio Mejías Jiménez), matador espagnol (° 25 juin 1922).
- 10 octobre : Víctor Lavalle, footballeur internatioanl péruvien (° 25 juillet 1911).
- 13 octobre : Louis Doignon, haut fonctionnaire, militant socialiste et franc-maçon français (° 27 décembre 1883).
- 15 octobre : George Carpenter Miles, numismate américain (° 30 septembre 1904).
- 16 octobre :
  - Don Barclay, acteur américain (° 26 décembre 1892).
  - Orlando Piani, coureur cycliste italien (° 24 mars 1893).
- 17 octobre :  Emmanuel-Charles Bénézit, peintre, dessinateur, graveur, historien de l'art et commissaire d'exposition français (° 28 novembre 1887).
- 20 octobre : Ernest Boguet, peintre français (° 17 juillet 1902).
- 22 octobre : Arnold Joseph Toynbee, historien (° 14 avril 1889).
- 23 octobre : Raymonde Canolle, athlète française (° 9 août 1904).
- 26 octobre :
  - Joseph Lacasse, peintre et sculpteur belge (° 5 août 1894).
  - Camille Liausu, peintre français (° 22 novembre 1894).
  - Pierre Pelloux, peintre français (° 9 décembre 1903).
  - Emiel Van Cauter, coureur cycliste belge (° 2 décembre 1931).
- 27 octobre :
  - Mariano Homs, footballeur, musicien et militant politique espagnol (° 1901).
  - Rolf Nesch, artiste expressionniste allemand, réfugié en Norvège après la prise de pouvoir par les nazis (° 7 janvier 1893).
- 28 octobre : Georges Carpentier, boxeur français (° 12 janvier 1894).
- 30 octobre : Samuel Escrich, footballeur espagnol (° 28 octobre 1907).
- 31 octobre : Gazi le Tatar, peintre et poète montmartrois (° vers 1900).
- ? octobre :  Gustavo Pittaluga, compositeur, chef d'orchestre et essayiste espagnol (° 8 février 1906).

### Novembre
- 1er novembre : Jérôme Louis Rakotomalala, cardinal malgache, archevêque de Tananarive (° 15 juillet 1913).
- 2 novembre : Pier Paolo Pasolini, écrivain, scénariste et réalisateur italien (° 5 mars 1922).
- 3 novembre :
  - Tajuddin Ahmad, homme politique bangladais (° 23 juillet 1925).
  - Syed Nazrul Islam, homme politique bangladais (° 1925).
  - Abul Hasnat Muhammad Kamaruzzaman, homme politique bangladais (° 1926).
- 9 novembre : Pierre Bertrand, peintre français (° 4 mai 1884).
- 11 novembre : Mina Witkojc, poétesse et journaliste allemande (° 28 mai 1893).
- 14 novembre : Harry J. Anslinger, homme politique et journaliste américain (° 20 mai 1892).
- 16 novembre :
  - Agustín Gómez Pagóla, footballeur soviétique (° 18 novembre 1922).
  - János Kmetty, peintre hongrois (° 23 décembre 1889).
  - André Sauvage,  cinéaste, réalisateur, écrivain et peintre français (° 12 juillet 1891).
- 17 novembre : Dušan Adamović, peintre serbe puis yougoslave (° 28 juillet 1893).
- 18 novembre : August Anhalt, peintre allemand (° 7 août 1899).
- 20 novembre :
  - Pierre-Paul Emiot, peintre français (° 24 octobre 1887).
  - Francisco Franco, dictateur espagnol (° 4 décembre 1892).
- 21 novembre : François de Roubaix, musicien français (° 3 avril 1939).
- 24 novembre : Serge Charchoune, peintre et poète d'origine russe (° 16 août 1888).
- 25 novembre : Anna Mürset, militante suisse (° 25 juillet 1887).
- 27 novembre : Salvador Salazar Arrué, écrivain, peintre et diplomate salvadorien (° 22 octobre 1899).
- 30 novembre : Fausto Pirandello, peintre italien (° 17 juin 1899).

### Décembre
- 1er décembre : Jack Chefe, acteur du cinéma américain (° 1er avril 1894).
- 3 décembre : Albert Bessler, acteur et metteur en scène allemand (° 15 février 1905).
- 4 décembre : Hannah Arendt, philosophe allemande (° 14 novembre 1906).
- 5 décembre : Gilbert Louage, peintre français (° 27 novembre 1930).
- 7 décembre : Hardie Albright, acteur américain (° 16 décembre 1903).
- 8 décembre : Plínio Salgado, homme politique, écrivain, journaliste et théologien brésilien (° 22 janvier 1895).
- 12 décembre : Jacques Cordier, peintre français (° 11 août 1937).
- 13 décembre :
  - Woo Sang-kwon, footballeur international sud-coréen (° 2 février 1926).
  - Cyril Delevanti, acteur anglais (° 23 février 1889).
  - Alexis Preller, peintre sud-africain (° 6 septembre 1911).
- 14 décembre : Arthur Treacher, acteur anglais (° 23 juillet 1894).
- 18 décembre : Azuma Moriya, militante japonaise pour la tempérance (° 7 juillet 1884).
- 20 décembre : Said Ibrahim bin Said Ali, haut fonctionnaire français et homme politique comorien (° 17 avril 1911).
- 24 décembre : Henri Charlier, peintre et sculpteur français (° 18 avril 1883).
- 27 décembre : Mammad Arif Dadachzade, écrivain azéri (° 29 mai 1904).
- 29 décembre : Francisco Díaz de León, peintre et graveur mexicain (° 24 décembre 1897).
- 30 décembre : Francis Cariffa, peintre français (° 28 août 1890).